# Luigino Moro
Pour les articles homonymes, voir Moro.
Luigino Moro, né le 15 octobre 1956 à Valdobbiadene (Vénétie), est un coureur cycliste italien, professionnel de 1979 à 1982. 

## Résultats sur les grands tours

### Tour de France
2 participations
- 1979 : abandon (1re étape)
- 1982 : abandon (17e étape)

### Tour d'Italie
1 participation
- 1982 : 101e

### Tour d'Espagne
1 participation
- 1981 : abandon (15ea étape)